# Uzsa
Uzsa is een plaats (község) en gemeente in het Hongaarse comitaat Veszprém. Uzsa telt 365 inwoners (2001).